# M388 Davy Crockett

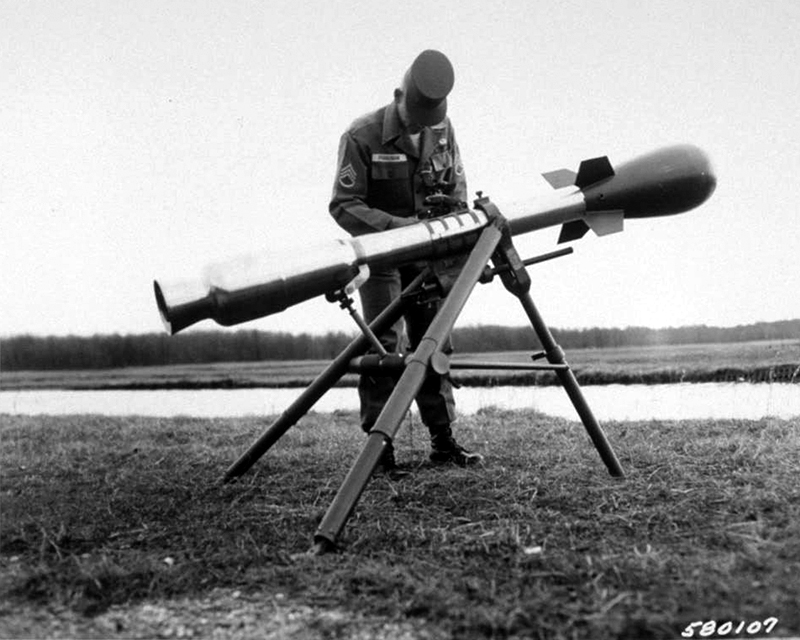
„Davy Crockett” gotowy do wystrzelenia z działa bezodrzutowego zamocowanego na trójnogu

M388 Davy Crockett – taktyczny jądrowy pocisk odpalany z wyrzutni bezodrzutowej opracowany w USA podczas zimnej wojny. Nazwany imieniem amerykańskiego bohatera ludowego, żołnierza i kongresmena Davy'ego Crocketta (1786–1836).

## Specyfikacja

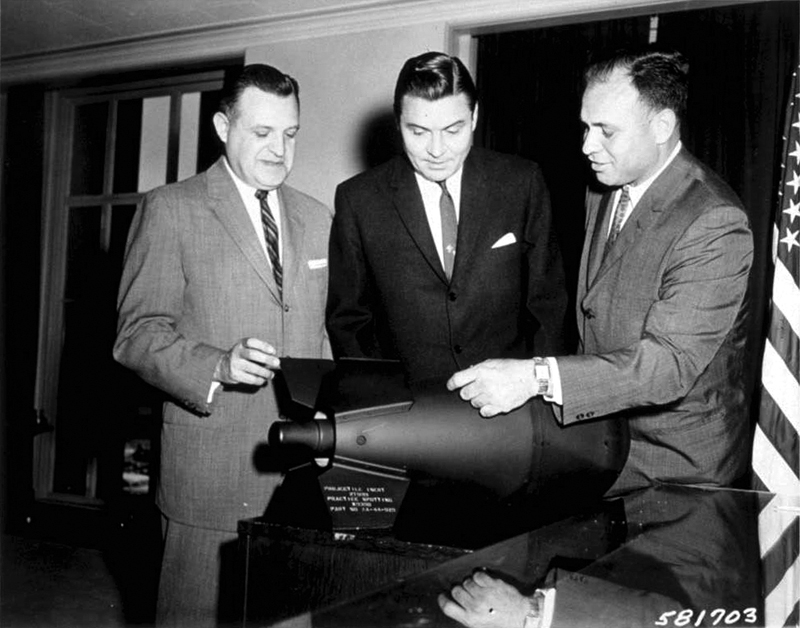
Prezentacja pocisku dla amerykańskich oficjeli

M388 Davy Crockett to jedna z najmniejszych kiedykolwiek zbudowanych broni jądrowych. Jej konstrukcja została opracowana w późnych latach 50. na wypadek ataku wojsk Układu Warszawskiego w Niemczech Zachodnich. Koncepcja zakładała rozmieszczenie wzdłuż granicy, co kilka kilometrów, drużyn Atomic Battle Group (Atomowych Grup Bojowych) uzbrojonych w te pociski. Za ich pomocą, w razie ataku, żołnierze mieli za zadanie zniszczyć lub obezwładnić nacierające wrogie oddziały oraz skazić teren tak, by poziom promieniowania na co najmniej 48 godzin uniemożliwił jego zajęcie przez wroga, dając tym samym wystarczający czas na mobilizację sił NATO. 
Pocisk M388 był niekierowanym, stabilizowanym aerodynamicznie pociskiem rakietowym, wyposażonym w głowicę jądrową W54. Była to bardzo mała głowica o mocy pod-kilotonowej. Jej wersja użyta w pocisku – Mk-54, ważyła ok. 23 kilogramów, z możliwością wyboru mocy rażenia na 10 lub 20 ton (wartości bardzo bliskie praktycznej minimalnej wielkości oraz sile rażenia głowicy z materiałami rozszczepialnymi). Cały pocisk ważył około 34,5 kg i miał niecałe 80 cm długości i 28 cm średnicy maksymalnej. Pocisk przy swojej podstawie miał podkalibrowy trzpień umieszczany w lufie działa celem wystrzelenia.
Pocisk „Davy Crockett” mógł być odpalony z dwóch rodzajów wyrzutni: 120 mm M28, o zasięgu około 2 km, oraz 155 mm M29, o zasięgu około 4 km. Obydwie wyrzutnie można było zamocować na trójnogu na ciężarówce, transporterze opancerzonym czy jeepie. Wyrzutnie były obsługiwane przez trzech żołnierzy.

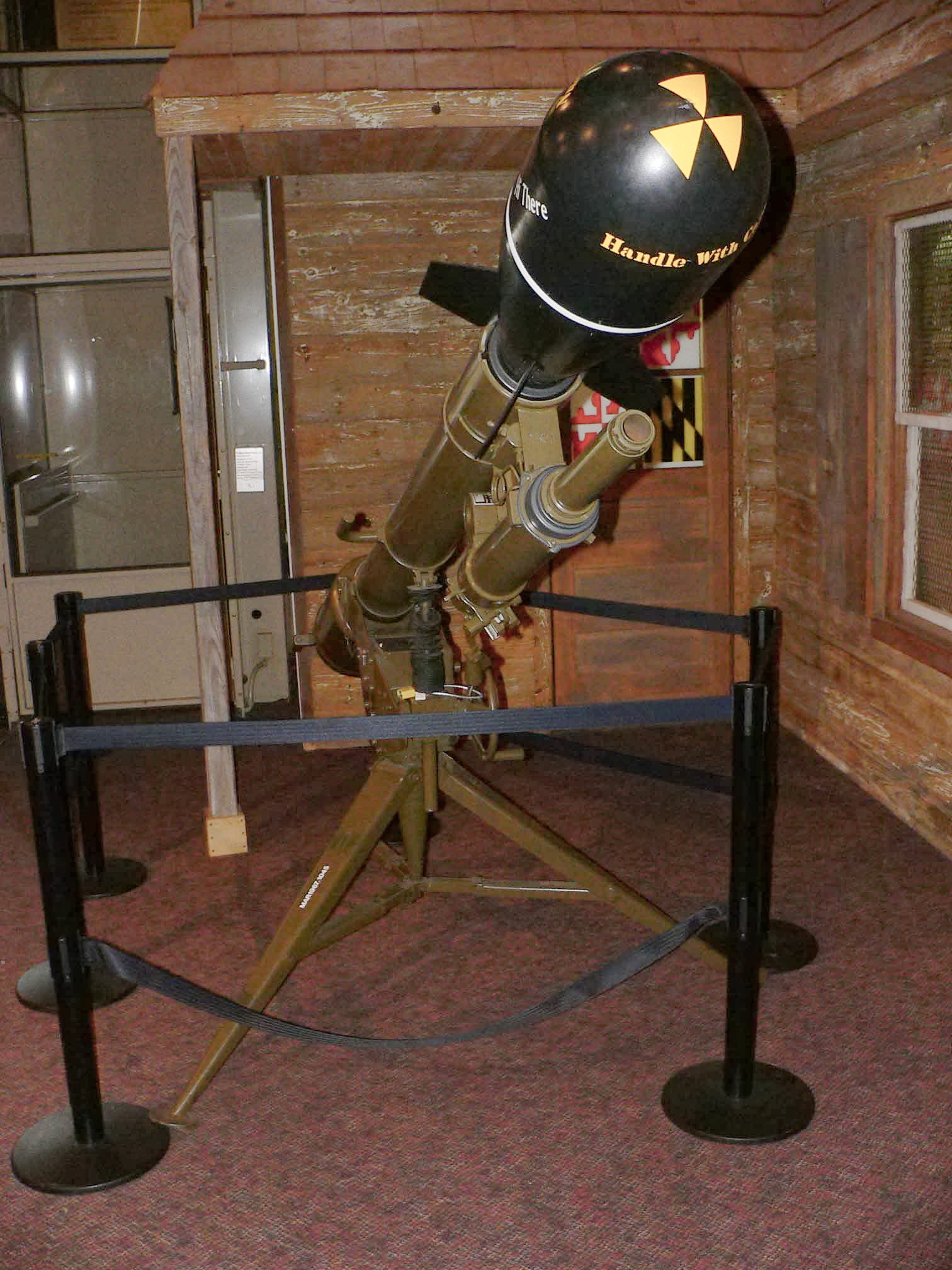
Pocisk „Davy Crockett” w zbiorach United States Army Ordnance Museum

Obydwie wyrzutnie w trakcie testów wykazały się niską celnością, zatem skuteczność pocisku mogła polegać raczej na promieniowaniu niż bezpośrednim trafieniu. Ustawiony na moc 10 ton (niska) pocisk mógł wyprodukować natychmiastową śmiertelną dawkę promieniowania (ponad 10000 remów) w promieniu 150 m i prawdopodobnie śmiertelną dawkę (około 600 remów) w promieniu 400 m.
Głowicę przetestowano 7 lipca 1962 podczas testów broni nuklearnych Little Feller II, a sam pocisk wystrzelono (używając wyrzutni 155 mm ) podczas kolejnych testów (Little Feller I) z dystansu 2,7 km 17 lipca. Była to ostatnia atmosferyczna próba jądrowa przeprowadzona na Poligonie Nevada.
Produkcja pocisków „Davy Crockett” zaczęła się w 1956 i wyprodukowano ich w sumie 2100 sztuk. Armia amerykańska miała je na wyposażeniu w latach 1961–1971.

## W kulturze
- W grze Metal Gear Solid 3, radziecki pułkownik GRU Volgin odpala fikcyjny odpowiednik pocisku „Davy Crockett” (wersja obsługiwana i przenoszona przez jednego człowieka) ze śmigłowca Mi-24 Hind-A, celując w placówkę badawczą kontrolowaną przez wrogą frakcję. Pocisk „Davy Crockett” dostarczyła mu amerykańska agentka, która zbiegła na stronę radziecką.
- W grze Metal Gear Solid: Portable Ops, porucznik Cunningham, specjalista do przesłuchań z oddziału FOX, grozi odpaleniem pocisku „Davy Crockett” produkcji radzieckiej w St. Hyeronimo Peninsula Missile Base.
- W grach komputerowych Fallout 3, Fallout: New Vegas oraz Fallout 4 używane są taktyczne głowice jądrowe wraz z taktyczną wyrzutnią mini-atomówek, zwaną „Grubas”. Luźno bazuje na wyrzutni M28 i M29, oraz na pocisku „Davy Crockett”.
- W grze komputerowej Wasteland 2 pocisk „Davy Crockett” z czynną głowicą oraz sprawną wyrzutnią znajduje się w cytadeli Strażników Pustkowi. Głowica w każdej chwili może zostać zdetonowana, co prowadzi do przedwczesnego – lub właściwego – zakończenia gry.
- W serii książek Battletech, rycerze Inner Sphere, Comstar, Rashleg Republic Battle Mechs zostali zniszczeni przez bojowników-terrorystów za pomocą pocisków „Davy Crockett” odpalanych z transportera opancerzonego.
- Fikcyjne odpalenie pocisku „Davy Crockett” pojawia się w filmie Petera Watkinsa z 1965 The War Game, gdzie pociski są użyte przeciwko siłom radzieckim w i wokół Berlina Zachodniego.

## Zachowane egzemplarze
Zachowane egzemplarze pocisków znajdują się m.in. w:
- Air Force Space & Missile Museum, Stacja Sił Powietrznych Cape Canaveral, Floryda;
- National Atomic Museum, Albuquerque, Nowy Meksyk;
- National Infantry Museum, Fort Benning, Georgia;
- United States Army Ordnance Museum, Aberdeen Proving Ground, Maryland;
- Watervliet Arsenal Museum, Watervliet, Nowy Jork;
- West Point Museum, West Point, Nowy Jork.